# Anton Vratuša
Anton Vratuša (szül. Vratussa Antal) (Alsócsalogány, 1915. február 21. – Ljubljana, 2017. július 30.) szlovén politikus, diplomata, szlavista, a NOB (Nemzeti Felszabadítási Front) egykori tagja.

## Élete
Az akkor még Magyarországhoz tartozó vendvidéki (muravidéki) Alsócsalogányban született földműves családban, Vas vármegye területén, id. Vratussa Antal és Bokán Anna fiaként. A ljubljanai egyetemen tanult szlavisztikát és 1941-ben diplomázott. Ugyanebben az évben Szlovénia olasz–magyar–német megszállás alá került, ezért a NOB-ban működött közre, s az olasz megszállók elleni harcban vette ki a részét. 1942 februárjában az olaszok elfogták és Észak-Olaszországba deportálták, ahol többek között Padova, Treviso, Rab és Gonars fogolytáboraiban raboskodott. 1943 szeptemberében, ahogy Badoglio marsall aláírta a szövetségesekkel kötött egyezményt, Vratuša is kiszabadult, és azonnal elhagyta Észak-Olaszországot, ahol megalakult Salói Köztársaság, Hitler bábja próbálta még fenntartani a fasiszta rendszert.
Vratuša a háború végéig különböző katonai szervezetekben működött közre, s Észak-Olaszországban szerzett kapcsolatai révén megpróbált érintkezést teremteni a szlovén ellenállási mozgalom és a Milánóban működő antifasiszta ellenállók között.

### Munkássága
A háború végeztével folytatta félbemaradt tanulmányait, ezúttal a jugoszláv fővárosban, egyebek között politológiát is hallgatott. 1950-ben végezte tanulmányai harmadik fázisát.
Ekkor kezdődött el politikai pályafutása. 1953-ig ezredes volt a Jugoszláv Néphadseregben, utána tizenkét évig külügyminiszter és kabinetfőnöke volt Edvard Kardelj helyettes miniszterelnöknek. Belgrádban a társadalomtudományi intézet igazgatója volt 1965 és 1967 között, azután Jugoszlávia ENSZ nagykövete New Yorkban 1969-ig. 1971-ig helyettes külügyminiszter, 1978-ig a büntetés-végrehajtási tanács elnöke, 1980-ig a Szlovén Szocialista Köztársaság végrehajtó tanácsának elnöke, majd 1982-ben rövid ideig a gyűlésszövetség elnöke volt.
1939 és 1941 között a szlovén nyelv és irodalomtörténet kutatásával, illetve kutatási eredményeinek publikálásával foglalkozott. 1945 után kutatása inkább szociálpolitikai vizsgálatokra helyeződött át. Újságíróként elemezte Jugoszlávia és a tagállamok gazdasági fejlődését, illetve fejlesztését, valamint az ország gazdasági és politikai kapcsolatait az ENSZ, az el nem kötelezett országok és más dinamikusan fejlődő országok felé. Foglalkozott a nemzeti és kisebbségi kérdéssel, valamint a fenntartható fejlődés kérdésével is. Emellett különféle gazdasági és politikai projektek kidolgozásában, illetve vezetésében vett részt. Írásaiban és elemzéseiben a nemzetközi kapcsolatokkal, gazdasági elméletekkel, majd nemzetiségi kérdésekkel és szülőföldjével, a Muravidékkel, valamint az ahhoz kulturálisan kötődő, szomszédos országokban élő lakossággal is foglalkozott. Irodalomtörténeti kutatásait sem adta fel, egyebek között feltárta szülőfaluja másik híres szülöttje, Küzmics Miklós irodalmi munkásságának a hátterét is.
A 2000-es évektől munkássága már inkább tudományos munkák publikálásával foglalkozott különféle folyóiratokban. 102 éves korában hunyt el.

## Művei

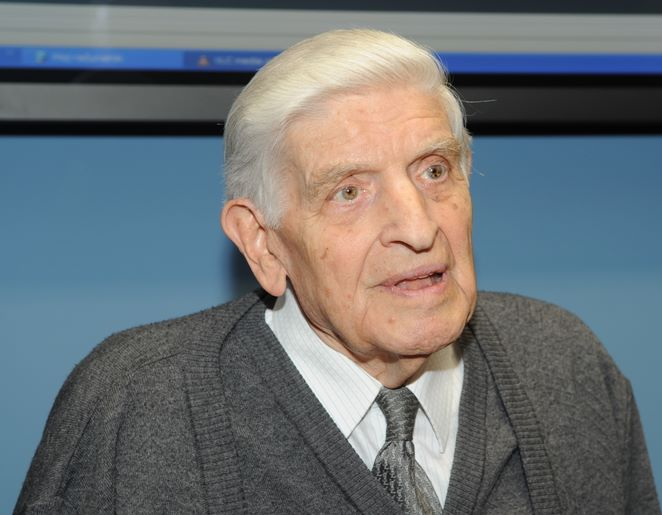
Anton Vratuša 2009 áprilisában, a ljubljanai egyetem filozófiai tanszékén

- Levec in Ljubljanski zvon (doktori disszertáció, 1941)
- Profili neuvrščenosti (Az el nem kötelezettség profilja, 1980)
- Ten years of ICPE (Az ICPE tíz éve, 1984)
- Iz verig v svobodo. Rabska brigada (Láncokból a szabadságba. A rabi brigád, 2002)
- Piran, a green coastal community in the Northern Adriatic (Piran, egy zöld parti közösség az Észak-Adrián, 2002)